# مارك أندروز (سياسي)
مارك أندروز (بالإنجليزية: Mark Andrews)‏ هو سياسي أمريكي، ولد في 19 مايو 1926 في مقاطعة كاس في الولايات المتحدة. حزبياً، نشط في الحزب الجمهوري. وقد انتخب عضو مجلس النواب الأمريكي وانتخب عضو مجلس الشيوخ الأمريكي عن دائرة داكوتا الشمالية (3 يناير 1981 – 3 يناير 1987).